# وگونین
وگونین (به انگلیسی: Wogonin) یک ترکیب شیمیایی با شناسه پاب‌کم ۵۲۸۱۷۰۳ است.